# Preliminariile Cupei Națiunilor Europene 1960
Acest articol descrie procedura urmată pentru calificarea la Cupa Națiunilor Europene 1960.
Toate orele sunt: CET/UTC+1.

## Runda preliminară
| Echipa #1         | Total | Echipa #2    | Tur | Retur |
| ----------------- | ----- | ------------ | --- | ----- |
| Republica Irlanda | 2–4   | Cehoslovacia | 2–0 | 0–4   |

### Prima manșă
| Republica Irlanda             | 2–0    | Cehoslovacia |
| ----------------------------- | ------ | ------------ |
| Tuohy 22' Cantwell 42' (pen.) | Raport |              |

### A doua manșă
| Cehoslovacia                                            | 4–0    | Republica Irlanda |
| ------------------------------------------------------- | ------ | ----------------- |
| Stacho 3' (pen.) Buberník 57' Pavlovič 67' Dolinský 75' | Raport |                   |

Cehoslovacia a câștigat cu 4–2 la general.

## Prima rundă
| Echipa #1         | Total | Echipa #2    | Tur | Retur |
| ----------------- | ----- | ------------ | --- | ----- |
| Uniunea Sovietică | 4–1   | Ungaria      | 3–1 | 1–0   |
| Franța            | 8–2   | Grecia       | 7–1 | 1–1   |
| România           | 3–2   | Turcia       | 3–0 | 0–2   |
| Norvegia          | 2–6   | Austria      | 0–1 | 2–5   |
| Iugoslavia        | 3–1   | Bulgaria     | 2–0 | 1–1   |
| Germania de Est   | 2–5   | Portugalia   | 0–2 | 2–3   |
| Polonia           | 2–7   | Spania       | 2–4 | 0–3   |
| Danemarca         | 3–7   | Cehoslovacia | 2–2 | 1–5   |

### Prima manșă
| Uniunea Sovietică                 | 3–1    | Ungaria    |
| --------------------------------- | ------ | ---------- |
| Ilyin 4' Metreveli 20' Ivanov 32' | Raport | Göröcs 84' |

| Franța                                                        | 7–1    | Grecia      |
| ------------------------------------------------------------- | ------ | ----------- |
| Kopa 23' Fontaine 25', 85' Cisowski 29', 68' Vincent 61', 87' | Raport | Yfantis 48' |

| România                                | 3–0    | Turcia |
| -------------------------------------- | ------ | ------ |
| Oaidă 62' Constantin 77' Dinulescu 81' | Raport |        |

| Norvegia | 0–1    | Austria |
| -------- | ------ | ------- |
|          | Raport | Hof 32' |

| Iugoslavia         | 2–0    | Bulgaria |
| ------------------ | ------ | -------- |
| Galić 1' Tasić 87' | Raport |          |

| Germania de Est | 0–2    | Portugalia             |
| --------------- | ------ | ---------------------- |
|                 | Raport | Matateu 12' Coluna 67' |

| Polonia              | 2–4    | Spania                              |
| -------------------- | ------ | ----------------------------------- |
| Pol 34' Brychczy 62' | Raport | Suárez 40', 52' Di Stéfano 41', 56' |

| Danemarca               | 2–2    | Cehoslovacia            |
| ----------------------- | ------ | ----------------------- |
| Pedersen 17' Hansen 19' | Raport | Kačáni 29' Dolinský 42' |

### A doua manșă
| Grecia            | 1–1    | Franța    |
| ----------------- | ------ | --------- |
| Marche 85' (o.g.) | Raport | Bruey 71' |

Franța a câștigat cu 8–2 la general.
| Turcia                          | 2–0    | România |
| ------------------------------- | ------ | ------- |
| Küçükandonyadis 13', 54' (pen.) | Raport |         |

România a câștigat cu 3–2 la general.
| Portugalia                | 3–2    | Germania de Est    |
| ------------------------- | ------ | ------------------ |
| Coluna 45', 62' Cavém 68' | Raport | Vogt 47' Kohle 72' |

Portugalia a câștigat cu 5–2 la general.
| Austria                                       | 5–2    | Norvegia          |
| --------------------------------------------- | ------ | ----------------- |
| Hof 2', 25' (pen.) Nemec 21', 73' Skerlan 60' | Raport | Ødegaard 19', 35' |

Austria a câștigat cu 6–2 la general.
| Ungaria | 0–1    | Uniunea Sovietică |
| ------- | ------ | ----------------- |
|         | Raport | Voinov 58'        |

Uniunea Sovietică a câștigat cu 4–1 la general.
| Spania                               | 3–0    | Polonia |
| ------------------------------------ | ------ | ------- |
| Di Stéfano 30' Gensana 69' Gento 85' | Raport |         |

Spania a câștigat cu 7–2 la general.
| Cehoslovacia                                    | 5–1    | Danemarca  |
| ----------------------------------------------- | ------ | ---------- |
| Buberník 39', 56' Scherer 47', 86' Dolinský 63' | Report | Kramer 33' |

Cehoslovacia a câștigat cu 7–3 la general.
| Bulgaria | 1–1    | Iugoslavia |
| -------- | ------ | ---------- |
| Diev 55' | Raport | Mujić 57'  |

Iugoslavia a câștigat cu 3–1 la general.

## Sferturi de finală
| Echipa #1  | Total | Echipa #2    | Tur | Retur |
| ---------- | ----- | ------------ | --- | ----- |
| Franța     | 9–4   | Austria      | 5–2 | 4–2   |
| Portugalia | 3–6   | Iugoslavia   | 2–1 | 1–5   |
| România    | 0–5   | Cehoslovacia | 0–2 | 0–3   |

Spania a refuzat să meargă în Uniunea Sovietică pentru meciul din sferturile de finală așa că meciul a fost câștigat de Uniunea Sovietică la masa verde. 

### Prima manșă
| Franța                                 | 5–2    | Austria               |
| -------------------------------------- | ------ | --------------------- |
| Fontaine 6', 18', 70' Vincent 38', 82' | Raport | Horak 40' Pichler 65' |

| Portugalia              | 2–1    | Iugoslavia |
| ----------------------- | ------ | ---------- |
| Santana 30' Matateu 70' | Raport | Kostić 81' |

| România | 0–2    | Cehoslovacia           |
| ------- | ------ | ---------------------- |
|         | Raport | Masopust 8' Bubník 45' |

### A doua manșă
| Austria              | 2–4    | Franța                                          |
| -------------------- | ------ | ----------------------------------------------- |
| Nemec 26' Probst 64' | Raport | Marcel 46' Rahis 59' Heutte 77' Kopa 83' (pen.) |

Franța a câștigat cu 9–4 la general.
| Iugoslavia                                         | 5–1    | Portugalia |
| -------------------------------------------------- | ------ | ---------- |
| Šekularac 8' Čebinac 45' Kostić 50', 88' Galić 79' | Raport | Cavém 29'  |

Iugoslavia a câștigat cu 6–3 la general.
| Cehoslovacia                | 3–0    | România |
| --------------------------- | ------ | ------- |
| Buberník 1', 15' Bubník 18' | Raport |         |

Cehoslovacia a câștigat cu 5–0 la general.
Cehoslovacia, Franța, Uniunea Sovietică și Iugoslavia s-au calificat pentru turneul final.

## Legături externe
- Cupa Națiunilor Europene 1960